# Rotviolette Fadenschnecke
Die Rotviolette Fadenschnecke oder auch Violette Coryphella (Edmundsella pedata, häufige Synonyme: Flabellina pedata, Coryphella pedata, Doris pedata Montagu, 1815, 
Eolis landsburgi Alder & Hancock, 1846) ist eine marine Nacktschnecke. Sie ist eine der 70 Arten von Fadenschnecken, die auch im Mittelmeer heimisch sind. Sie gehört zur Unterordnung der Nacktkiemer (Nudibranchia). 

## Beschreibung
Der schlanke Körper des Tieres ist rotviolett. Es hat zahlreiche in paarigen Fortsätzen angeordnete Rückenanhänge mit weißen Spitzen. In den durchscheinenden Anhängen ist rot-orange die Mitteldarmdrüse zu erkennen. In den Anhängen speichern (alle) Fadenschnecken zudem giftige Nesselkapseln, die sie beim Fressen von Hydroidpolypen aufnehmen. Am Kopf befinden sich Rhinophoren, die ebenso weiße Spitzen haben wie die Rückenanhänge. Außerdem hat die Rotviolette Fadenschnecke je zwei an der Oberfläche gerillte Kopffühler sowie Mundtentakel. Individuen dieser Art können bis zu 4 cm groß werden. Wie alle Fadenschnecken ist die Art zweigeschlechtlich. Die Eier werden in Schnüren abgelegt. Die Larven treiben als Plankton durchs Wasser und besitzen noch ein Gehäuse, das sich verliert, sobald die Tiere am Boden leben. Edmundsella pedata wird von Tauchern oft mit der Art Flabellina affinis verwechselt. Diese hat jedoch längere Fühler und lange und dünne Rückenanhänge.

### Vorkommen
Die sehr auffällige marine Nacktschnecke kommt im Mittelmeer, im Atlantik, Ärmelkanal und in der Nordsee (in der Umgebung der Insel Helgoland) vor. Sie lebt auf verschiedenen Algen und Polypenstöcken an Felsenriffen und in Gezeitentümpeln der oben genannten Gewässer.

### Ernährung
Die Rotviolette Fadenschnecke ernährt sich als Nahrungsspezialist von Polypen weniger Arten koloniebildender Hydrozoen. Die adulten Schnecken bevorzugen Eudendrium ramosum aus der Ordnung der Anthoathecata, jüngere Exemplare weiden kleinere Polypen ab.